# Ilchester

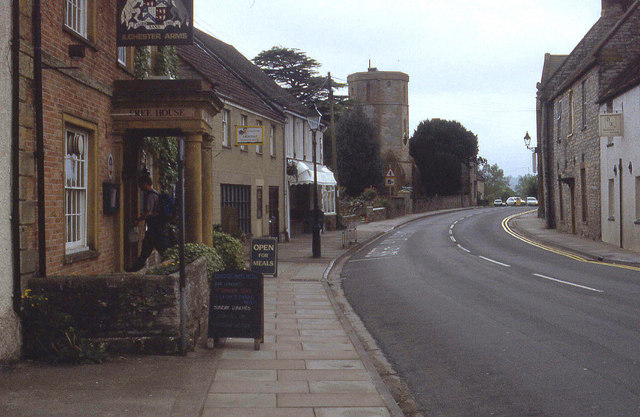
Ilchester

Ilchester ist eine Ortschaft in Somerset, England, mit knapp über 2000 Einwohnern.

## Geschichte
Ilchester weist eine Vielzahl von Funden einer römischen Siedlung auf, die mit Lindinis gleichzusetzen ist. Im 12. und 13. Jahrhundert war Ilchester ein ländliches Zentrum mit dem Marktprivileg für Somerset. Im 13. Jahrhundert wurde hier ein Dominikanerkloster gegründet, das 1538 aufgelöst und im 19. Jahrhundert abgerissen wurde. Ebenfalls im 13. Jahrhundert entstand ein Kloster der Augustinerinnen, das bis 1463 existierte. Gleichfalls aus dem 13. Jahrhundert stammt die heute noch existierende Kirche St. Mary Major, die ebenso wie St. Andrews unter Denkmalschutz steht. Roger Bacon wurde angeblich in der Gegend von Ilchester geboren.
Die Stadt, die 1621 einen Parlamentssitz erhielt, verlor seit dem 18. Jahrhundert stark an Bedeutung. 1832 wurde der Parlamentssitz des Rotten Boroughs abgeschafft, 1833 fand der letzte Markt statt.

## Wölbacker in Sock Dennis
Der zu Ilchester gehörende Ortsteil Sock Dennis war im Domesday Book als Besitz des Grafen Robert von Mortain eingetragen. Dieser Ortsteil ist heute fast völlig entvölkert. Hier finden sich gute erhaltene Spuren von Wölbackern, die durch das von der Römerzeit bis ins frühe Mittelalter verwendete System des Pflügens mit fest eingestellten Pflugscharen entstanden, welche die Scholle nur nach einer Seite umwarfen („Aufackern“).
Wahrscheinlich wurde Richard of Ilchester in Sock Dennis geboren.

## Wirtschaft
Die Region ist durch landwirtschaftliche Aktivitäten geprägt. 1962 wurde die Ilchester Cheese Company als Tochter der norwegischen Norseland gegründet, die zur Gruppe der Tina SA gehört. Eine Spezialität ist die Herstellung von Käse, der mit Bier, Obst und Gewürzen aromatisiert oder geräuchert wird.